# Vaľkovňa
Vaľkovňa este o comună slovacă, aflată în districtul Brezno din regiunea Banská Bystrica. Localitatea se află la altitudinea de 717 m deasupra n.m., se întinde pe o suprafață de 14,85 km2 și în 2017 număra 430 de locuitori.

## Istoric
Localitatea Vaľkovňa este atestată documentar din 1612.

## Demografie
| An:                | 1994 | 2004    | 2014    | 2024   |
| ------------------ | ---- | ------- | ------- | ------ |
| Număr de persoane: | 282  | 337     | 422     | 402    |
| Diferență:         |      | +19,50% | +25,22% | −4,73% |

| An:                | 2023 | 2024   |
| ------------------ | ---- | ------ |
| Număr de persoane: | 412  | 402    |
| Diferență:         |      | −2,42% |